# Barton Hall
Barton Hall, también conocido como Plantación Cunningham, es una casa de plantación antebullum ubicada cerca de la actual Cherokee, Alabama, Estados Unidos. Construida en 1840, es un ejemplo estilísticamente raro de la arquitectura neogriega en Alabama, con elementos de finales del período federal.

## Historia
En 1840, Armestead Barton, un nativo de Tennessee, se mudó al área y compró 40 000 acres (16 187,4 ha), en el que comenzó la construcción de esta casa. La casa permaneció sin terminar en el momento de su muerte en 1847 y se completó dos años más tarde bajo la supervisión de su viuda. La propiedad se vendió a la familia Barton en 1908. En 1967, un descendiente de Barton recompró la casa. La casa fue designada Hito Histórico Nacional en 1973 por su arquitectura.
En noviembre de 2008, el destacado fotógrafo Charles Moore tomó sus últimas imágenes documentadas en esta propiedad. La casa sigue siendo de propiedad privada y ocupada, y no está abierta al público.

## Descripción
Barton Hall está ubicado en un entorno rural a unas 4 millas (6,4 km) al oeste de Cherokee y a 0,5 millas (0,8 km) al sur de la ruta 72 de los Estados Unidos. Se establece en una superficie de 4 acres (1,6 ha) de terreno, al que se accede a través de un camino elíptico desde Cedar Lane. La casa es una 2 1⁄2 pisos, con un exterior clapboarded y un techo a cuatro aguas truncado rematado por un mirador. Las alas con techo a dos aguas de un solo piso se extienden hacia la parte trasera. La fachada principal tiene cinco tramos de ancho, con una disposición simétrica de ventanas alrededor de la entrada central. El tramo central se distingue de los demás por pilastras estriadas, que también aparecen en las esquinas del edificio. La entrada está protegida por un profundo pórtico sostenido por columnas dóricas estriadas y con triglifos dóricos en su cornisa. El porche está coronado por un balcón al que se accede a través de una entrada del segundo piso estilísticamente similar a la entrada principal de abajo. La entrada está flanqueada por ventanas laterales y coronada por una ventana de popa y un arquitrabe de orejas.
Las características interiores de la época incluyen una escalera única que asciende en una serie de vuelos dobles y aterrizajes en forma de puente hasta un observatorio en la azotea que ofrece vistas de la plantación.

## Galería

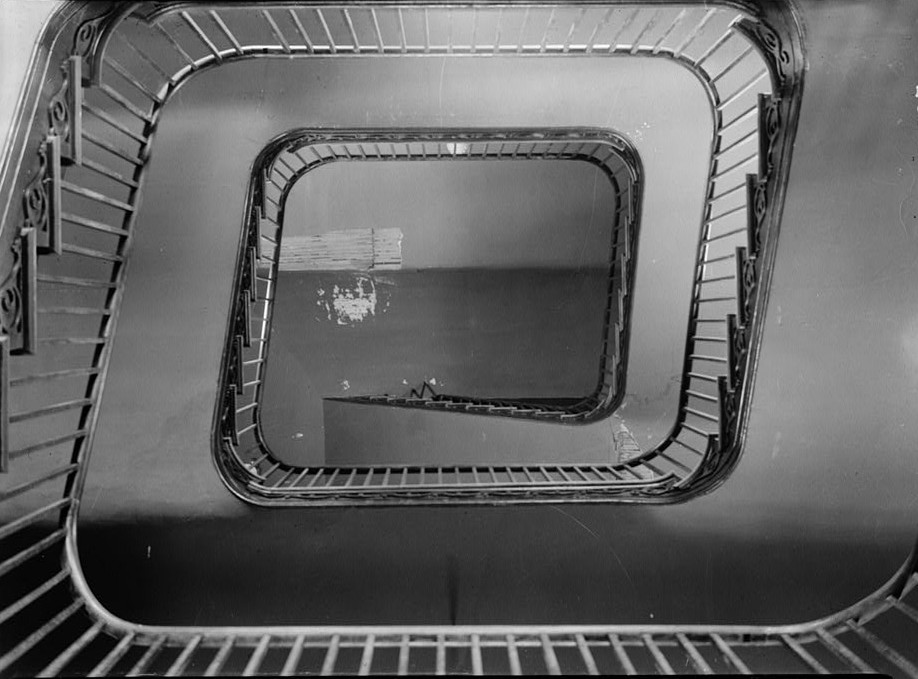
Vista del hueco de la escalera, hasta el observatorio.
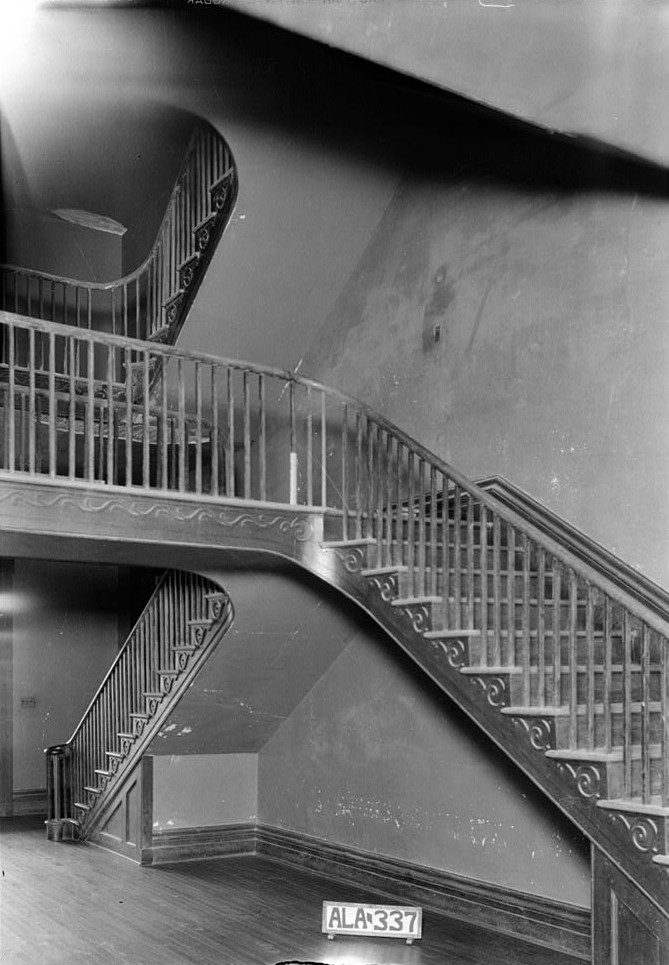
Escaleras en el lado oeste del salón principal.
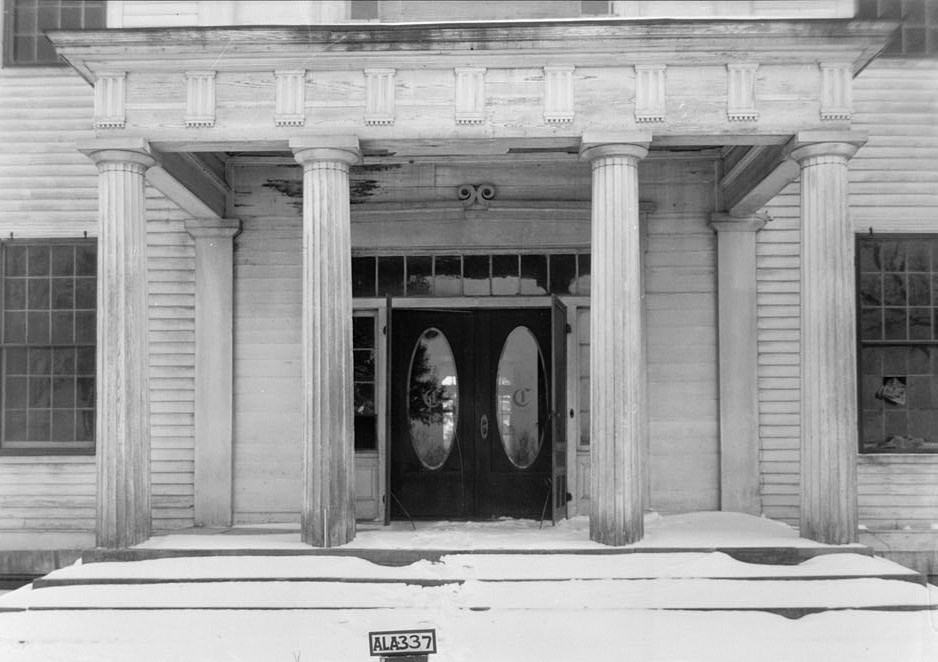
El porche de la entrada principal.
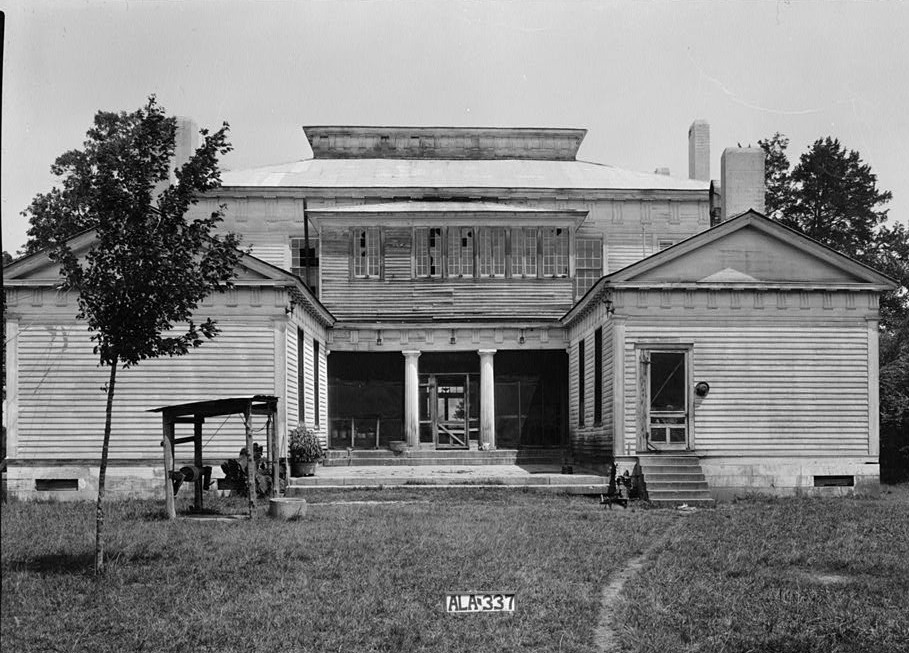
Vista del patio trasero.
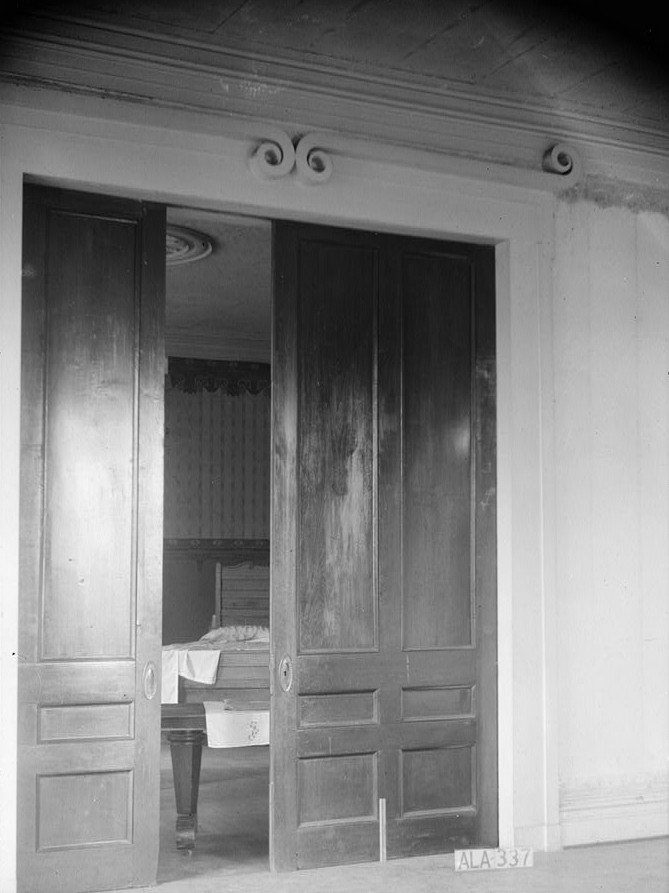
Puertas corredizas entre los salones.